# 1504

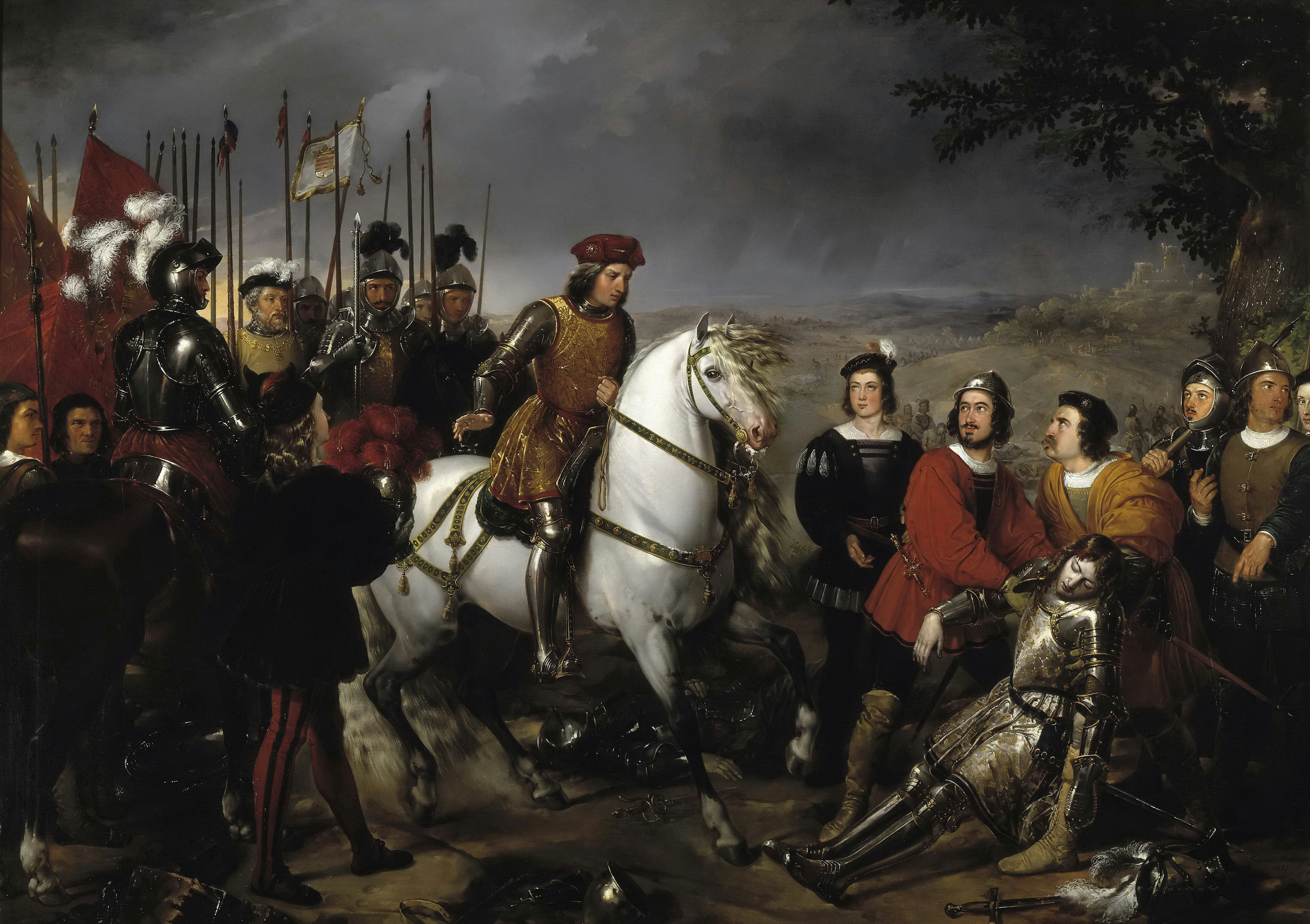
31 gennaio: Armistizio di Lione

Il 1504 (MDIV in numeri romani) è un anno bisestile del XVI secolo.

## Eventi
- Con la morte di Antonio Maria Ordelaffi finisce l'epoca della signoria di questa famiglia sulla città di Forlì, iniziata nel 1295.
- Viene ultimata la conquista del Regno di Napoli  e dell'Italia meridionale da parte della Spagna.
- Germania: Invenzione dell'orologio da tasca.
- 31 gennaio – Armistizio di Lione (il regno di Napoli va alla Spagna, il ducato di Milano va alla Francia).

## Nati

### Gennaio
- 1º gennaio - Gaspare Crucigero, teologo tedesco († 1548)
- 17 gennaio - Papa Pio V, papa, vescovo cattolico e santo italiano († 1572)
- 28 gennaio - Anna II di Stolberg, religiosa tedesca († 1574)

### Febbraio
- 3 febbraio - Scipione Rebiba, cardinale e arcivescovo cattolico italiano († 1577)
- 21 febbraio - Bernardo Segni, storico italiano († 1558)

### Marzo
- 31 marzo - Guru Angad Dev, scrittore indiano († 1552)

### Aprile
- 12 aprile - Alessandro Campeggi, cardinale e vescovo cattolico italiano († 1554)
- 30 aprile - Francesco Primaticcio, pittore, architetto e decoratore italiano († 1570)

### Maggio
- 5 maggio - Stanislao Osio, vescovo cattolico e cardinale polacco († 1579)
- 20 maggio - Berardino Elvino, vescovo cattolico italiano († 1548)
- 29 maggio - Antonio Veranzio, cardinale e arcivescovo cattolico italiano († 1573)

### Giugno
- 24 giugno - Johannes Mathesius, pastore protestante e teologo tedesco († 1565)

### Luglio
- 9 luglio - Raffaello da Montelupo, scultore e architetto italiano († 1566)
- 18 luglio - Heinrich Bullinger, teologo svizzero († 1575)

### Agosto
- 1º agosto - Dorotea di Danimarca, principessa danese († 1547)
- 6 agosto - Matthew Parker, arcivescovo anglicano e teologo inglese († 1575)
- 20 agosto - Uberto Strozzi, letterato italiano († 1553)
- 23 agosto - Francesca Salviati

### Settembre
- 12 settembre - Arnaldo Albertin, vescovo cattolico spagnolo († 1544)
- 19 settembre - Girolamo Martinengo, abate italiano († 1569)
- 20 settembre - Filippo III di Nassau-Weilburg, nobile tedesco († 1559)

### Ottobre
- 9 ottobre - Aimone Cravetta, giurista italiano († 1569)
- 25 ottobre - Jacopo Marmitta, poeta e religioso italiano († 1561)
- 29 ottobre - Sin Saimdang, poetessa e calligrafa coreana († 1551)

### Novembre
- 12 novembre - Giambattista Giraldi Cinzio, letterato, poeta e drammaturgo italiano († 1573)
- 13 novembre - Filippo I d'Assia († 1567)

### Dicembre
- 31 dicembre - Beatrice d'Aviz, nobile († 1538)

### Senza giorno specificato
- Ğazı I Giray († 1524)
- Dionigi Atanagi, letterato e poeta italiano († 1573)
- Levan di Cachezia, re georgiano († 1578)
- George Boleyn, nobile inglese († 1536)
- Vincenzo Cicala, corsaro e condottiero italiano († 1564)
- Jean de Dinteville, diplomatico francese († 1555)
- John Dudley, I duca di Northumberland, politico, generale e ammiraglio inglese († 1553)
- Charles Estienne, medico e scrittore francese († 1564)
- Giacomo Fantoni, scultore italiano († 1540)
- Paolo Farnese,  italiano († 1512)
- Luis de Granada, teologo e presbitero spagnolo († 1588)
- Pietro Lippomano, vescovo cattolico italiano († 1548)
- Sante Lombardo, scultore e architetto italiano († 1560)
- Giacomo Antonio Lucifero, vescovo cattolico italiano († 1548)
- Francesco De Marchi, alpinista, speleologo e ingegnere italiano († 1576)
- Obu Toramasa, militare giapponese († 1565)
- Cristóbal de Oñate, esploratore spagnolo († 1567)
- Gerolama Orsini, duchessa italiana († 1569)
- Giovambattista Ricasoli, vescovo cattolico e diplomatico italiano († 1572)
- Pier Maria III de' Rossi, generale italiano († 1547)
- Sesson Shukei, pittore e monaco buddista giapponese († 1589)
- Jean de Tournes, tipografo e editore francese († 1564)
- Wú Chéng'ēn, scrittore cinese († 1582)
- Antoine, I conte de Noailles, nobile, ammiraglio e diplomatico francese († 1562)
- Giulio della Rovere, religioso italiano († 1581)

## Morti

### Gennaio
- 9 gennaio - Gaspare Nadi, storico italiano (n. 1418)
- 10 gennaio - Bergonzio Botta, funzionario italiano (n. 1454)
- 27 gennaio - Ludovico II di Saluzzo, marchese italiano (n. 1438)

### Febbraio
- 5 febbraio - Jan Standonck, religioso belga (n. 1453)
- 6 febbraio - Antonio Maria Ordelaffi, nobile (n. 1460)
- 17 febbraio - Eberardo II di Württemberg, duca tedesco (n. 1447)

### Aprile
- 1º aprile - Camilla Pio di Savoia, nobile italiana (n. 1440)
- 26 aprile - Sofia di Pomerania-Wolgast, principessa (n. 1460)

### Maggio
- 4 maggio - Antonio di Borgogna, funzionario francese (n. 1421)
- 11 maggio - Sohye di Joseon, regina coreana (n. 1437)
- 12 maggio - Febo Gonzaga, mercenario, condottiero e nobile italiano
- 20 maggio - Antonio de Raho, giurista italiano
- 29 maggio - Ludovico II Ordelaffi, nobile

### Giugno
- 4 giugno - Jaime de Casanova, cardinale spagnolo (n. 1435)
- 17 giugno - Rao Bika,  indiano (n. 1438)
- 19 giugno - Bernard Walther, mercante, umanista e astronomo tedesco (n. 1430)
- 20 giugno - Cristoforo Lanfranchini, diplomatico e politico italiano (n. 1430)

### Luglio
- 2 luglio - Stefano III il Grande, sovrano moldavo (n. 1433)
- 6 luglio - Pandolfo Collenuccio, umanista, storico e poeta italiano (n. 1444)
- 9 luglio - Piero da Vinci (n. 1426)
- 26 luglio - Juan de Zúñiga y Pimentel, cardinale e arcivescovo cattolico spagnolo (n. 1459)
- 29 luglio - Thomas Stanley, I conte di Derby, nobile britannico (n. 1435)

### Agosto
- 7 agosto - Vincenzo dell'Aquila, presbitero italiano
- 8 agosto - Federico I Pico, nobile italiano
- 18 agosto - Clemente Grosso della Rovere, cardinale e vescovo cattolico italiano (n. 1462)
- 22 agosto - Timoteo da Monticchio, presbitero italiano (n. 1444)
- 22 agosto - Filippo II di Hanau-Lichtenberg, conte tedesco (n. 1462)
- 25 agosto - Ludovico Podocataro, cardinale e arcivescovo cattolico cipriota (n. 1429)

### Settembre
- 10 settembre - Francisco Desprats, cardinale e vescovo cattolico spagnolo (n. 1454)
- 10 settembre - Filiberto II di Savoia, sovrano (n. 1480)
- 24 settembre - Bartolomeo della Rocca, astrologo italiano (n. 1467)

### Ottobre
- 12 ottobre - Giovanni Corvino, nobile ungherese (n. 1473)

### Novembre
- 9 novembre - Federico I di Napoli, sovrano italiano (n. 1451)
- 11 novembre - Tommaso Donà, patriarca cattolico italiano (n. 1434)
- 26 novembre - Isabella di Castiglia, regina spagnola (n. 1451)

### Dicembre
- 6 dicembre - Giorgio Schiavone, pittore croato
- 21 dicembre - Berthold von Henneberg-Römhild, arcivescovo cattolico tedesco

### Senza giorno specificato
- Elia V, vescovo cristiano orientale siro
- Gioacchino I di Costantinopoli, arcivescovo ortodosso greco
- Gregorio di Lorenzo, scultore italiano
- Urbano da Cortona, scultore e pittore italiano
- Silvestro dell'Aquila, architetto e scultore italiano
- Giampietro Arrivabene, francescano e vescovo cattolico italiano (n. 1440)
- Francesca Bentivoglio,  italiana (n. 1468)
- Domenico Bollani, politico e diplomatico italiano
- Giovanni Battista Cattaneo, religioso e astronomo italiano
- Mauro Codussi, architetto italiano
- Battista Fregoso, doge (n. 1452)
- Cristóbal Guerra, esploratore spagnolo
- Walter Lambe, compositore inglese (n. 1450)
- Matteo Lappoli, pittore italiano (n. 1450)
- Filippino Lippi, pittore italiano (n. 1457)
- Jacopo Loschi, pittore italiano (n. 1425)
- Domenico Maria Novara da Ferrara, astronomo italiano (n. 1454)
- William Orchard, architetto inglese
- Hermen Rode, pittore tedesco
- Garci Rodríguez de Montalvo, scrittore spagnolo (n. 1450)
- Sperandio, medaglista e scultore italiano
- Skender Pascià, politico e militare ottomano
- Giacomo Stewart, duca di Ross, nobile e arcivescovo cattolico scozzese
- Andrea Trevisan, vescovo cattolico italiano
- Giovanni Zebellana, scultore e intagliatore italiano (n. 1457)
- Muhammad al-Shaykh al-Wattasi, sultano marocchino
- Alvaro di Braganza, nobile e politico portoghese (n. 1439)

## Calendario
| Calendario 1504 | Calendario 1504 | Calendario 1504 | Calendario 1504 | Calendario 1504 | Calendario 1504 | Calendario 1504 | Calendario 1504 | Calendario 1504 | Calendario 1504 | Calendario 1504 | Calendario 1504 | Calendario 1504 | Calendario 1504 | Calendario 1504 | Calendario 1504 | Calendario 1504 | Calendario 1504 | Calendario 1504 | Calendario 1504 | Calendario 1504 | Calendario 1504 | Calendario 1504 | Calendario 1504 | Calendario 1504 | Calendario 1504 | Calendario 1504 | Calendario 1504 | Calendario 1504 | Calendario 1504 | Calendario 1504 | Calendario 1504 | Calendario 1504 |
| --------------- | --------------- | --------------- | --------------- | --------------- | --------------- | --------------- | --------------- | --------------- | --------------- | --------------- | --------------- | --------------- | --------------- | --------------- | --------------- | --------------- | --------------- | --------------- | --------------- | --------------- | --------------- | --------------- | --------------- | --------------- | --------------- | --------------- | --------------- | --------------- | --------------- | --------------- | --------------- | --------------- |
|                 | 1               | 2               | 3               | 4               | 5               | 6               | 7               | 8               | 9               | 10              | 11              | 12              | 13              | 14              | 15              | 16              | 17              | 18              | 19              | 20              | 21              | 22              | 23              | 24              | 25              | 26              | 27              | 28              | 29              | 30              | 31              |                 |
| Gennaio         | Lu              | Ma              | Me              | Gi              | Ve              | Sa              | Do              | Lu              | Ma              | Me              | Gi              | Ve              | Sa              | Do              | Lu              | Ma              | Me              | Gi              | Ve              | Sa              | Do              | Lu              | Ma              | Me              | Gi              | Ve              | Sa              | Do              | Lu              | Ma              | Me              |                 |
| Febbraio        | Gi              | Ve              | Sa              | Do              | Lu              | Ma              | Me              | Gi              | Ve              | Sa              | Do              | Lu              | Ma              | Me              | Gi              | Ve              | Sa              | Do              | Lu              | Ma              | Me              | Gi              | Ve              | Sa              | Do              | Lu              | Ma              | Me              | Gi              |                 |                 |                 |
| Marzo           | Ve              | Sa              | Do              | Lu              | Ma              | Me              | Gi              | Ve              | Sa              | Do              | Lu              | Ma              | Me              | Gi              | Ve              | Sa              | Do              | Lu              | Ma              | Me              | Gi              | Ve              | Sa              | Do              | Lu              | Ma              | Me              | Gi              | Ve              | Sa              | Do              |                 |
| Aprile          | Lu              | Ma              | Me              | Gi              | Ve              | Sa              | Do              | Lu              | Ma              | Me              | Gi              | Ve              | Sa              | Do              | Lu              | Ma              | Me              | Gi              | Ve              | Sa              | Do              | Lu              | Ma              | Me              | Gi              | Ve              | Sa              | Do              | Lu              | Ma              |                 |                 |
| Maggio          | Me              | Gi              | Ve              | Sa              | Do              | Lu              | Ma              | Me              | Gi              | Ve              | Sa              | Do              | Lu              | Ma              | Me              | Gi              | Ve              | Sa              | Do              | Lu              | Ma              | Me              | Gi              | Ve              | Sa              | Do              | Lu              | Ma              | Me              | Gi              | Ve              |                 |
| Giugno          | Sa              | Do              | Lu              | Ma              | Me              | Gi              | Ve              | Sa              | Do              | Lu              | Ma              | Me              | Gi              | Ve              | Sa              | Do              | Lu              | Ma              | Me              | Gi              | Ve              | Sa              | Do              | Lu              | Ma              | Me              | Gi              | Ve              | Sa              | Do              |                 |                 |
| Luglio          | Lu              | Ma              | Me              | Gi              | Ve              | Sa              | Do              | Lu              | Ma              | Me              | Gi              | Ve              | Sa              | Do              | Lu              | Ma              | Me              | Gi              | Ve              | Sa              | Do              | Lu              | Ma              | Me              | Gi              | Ve              | Sa              | Do              | Lu              | Ma              | Me              |                 |
| Agosto          | Gi              | Ve              | Sa              | Do              | Lu              | Ma              | Me              | Gi              | Ve              | Sa              | Do              | Lu              | Ma              | Me              | Gi              | Ve              | Sa              | Do              | Lu              | Ma              | Me              | Gi              | Ve              | Sa              | Do              | Lu              | Ma              | Me              | Gi              | Ve              | Sa              |                 |
| Settembre       | Do              | Lu              | Ma              | Me              | Gi              | Ve              | Sa              | Do              | Lu              | Ma              | Me              | Gi              | Ve              | Sa              | Do              | Lu              | Ma              | Me              | Gi              | Ve              | Sa              | Do              | Lu              | Ma              | Me              | Gi              | Ve              | Sa              | Do              | Lu              |                 |                 |
| Ottobre         | Ma              | Me              | Gi              | Ve              | Sa              | Do              | Lu              | Ma              | Me              | Gi              | Ve              | Sa              | Do              | Lu              | Ma              | Me              | Gi              | Ve              | Sa              | Do              | Lu              | Ma              | Me              | Gi              | Ve              | Sa              | Do              | Lu              | Ma              | Me              | Gi              |                 |
| Novembre        | Ve              | Sa              | Do              | Lu              | Ma              | Me              | Gi              | Ve              | Sa              | Do              | Lu              | Ma              | Me              | Gi              | Ve              | Sa              | Do              | Lu              | Ma              | Me              | Gi              | Ve              | Sa              | Do              | Lu              | Ma              | Me              | Gi              | Ve              | Sa              |                 |                 |
| Dicembre        | Do              | Lu              | Ma              | Me              | Gi              | Ve              | Sa              | Do              | Lu              | Ma              | Me              | Gi              | Ve              | Sa              | Do              | Lu              | Ma              | Me              | Gi              | Ve              | Sa              | Do              | Lu              | Ma              | Me              | Gi              | Ve              | Sa              | Do              | Lu              | Ma              |                 |